# Albuca fibrotunicata
Albuca fibrotunicata là một loài thực vật có hoa trong họ Măng tây. Loài này được Gledhill & Oyewole mô tả khoa học đầu tiên năm 1972.